# Мавзолей Ак-Астана
Мавзолей Ак-Астана — мавзолей, стоящий на древнем кладбище, на берегу Сурхандарьи у села Тельпак Чинар, который местными жителями считается святилищем Абу-Хурейры, сподвижника пророка Мухаммеда.
Ак-Астана, ещё не был объектом глубокого архитектурно-археологического исследования. Первоначальная постройка, много раз ремонтированная и переделанная, сохранилась плохо. Ещё в XV веке была переложена юго-восточная стена, позже были обложены кирпичом нижние части других стен, заложены проёмы, пристроены три круглые башенки, переложен купол. В нынешнем виде здание представляет собой квадратное в плане помещения с входом на юго-восточной стороне, широкими нишами на юго-западной и северо-западной сторонах и узкой нишей на северо-восточной стороне, перекрытое куполом на тромпах. Расположенная напротив входа ниша оформлена как михраб со слегка вогнутой в верхней части задней стены.
Закруглённые прямоугольные обрамления входов Ак-Астана аналогичны обрамлениям порталов Саманидов, хотя декорированы значительно скромнее. Снаружи эта тяга уничтожена ремонтными облицовками, но внутри сохранилась в виде горизонтального углубления на уровне верха угловых декоративных колонн. Тимпан сохранившийся входной арки на северо-восточной стороне сложен парной кладкой, как и другие поверхности стен. Таким образом первоначальные фасады Ак-Астана представляли собой упрощённый, схематизированный вариант фасадной композиции мавзолея Саманидов без угловых колонн. В отчёте З. Хакимова, проводившего на Ак-Астана раскопки, сказано, что у угла северо-восточного входа внизу был найден кругло отёсанный кирпич радиусом 25 сантиметров. Фрагменты подобных кирпичей были найдены рядом. Судя по форме и месту находки, эти кирпичи не могут быть ничем иным, как остатки круглых трёх четвертных колонн, вставленных в углы входного проёма, на них, как и в мавзолее Саманидов, зрительно опирались арки входов.
Проявляются сходства между Ак-Астана и Мавзолеем Саманидов в общих формах и в деталях. Здание свидетельствует о высоком общем уровне саманидской архитектуры Средней Азии, об оригинальности и разнообразии её приёмов и форм, проявлявших себя в области сравнительно массового строительства.